# 프랑수아 피나르
야코뷔스 프랑수아 피나르(아프리칸스어: Jacobus Francois Pienaar, 1967년 1월 2일~)는 남아프리카 공화국의 전직 럭비 유니언 선수이다. 1995년 럭비 월드컵에서 남아프리카 공화국 대표팀을 우승으로 이끈 것으로 잘 알려져 있다.
1995년 럭비 월드컵 우승 당시 넬슨 만델라 대통령이 초록색 럭비 유니폼을 입고 우승컵을 건내 큰 화제가 되었으며, 2009년에 이를 바탕으로한 영화 《우리가 꿈꾸는 기적: 인빅터스》가 제작되기도 하였다.

## 수상
- 1995년 영국 럭비 유니언 작가 클럽의 올해의 럭비인
- 2004년 위대한 남아프리카인 100에서 50위
- 2005년 국제 럭비 명예의 전당 헌액
- 2011년 IRB 명예의 전당 헌액[5]